# Place du Caire
Place du Caire je náměstí v Paříži ve 2. obvodu.

## Poloha
Náměstí se nachází v severní části 2. obvodu. Jedná se o trojúhelníkové náměstí o délce přibližně 25 m každé strany, které se nachází mezi ulicemi Rue d'Aboukir a Rue du Caire. Na tomto náměstí se nachází jeden ze vstupů do Passage du Caire.

## Historie
Toto náměstí, jakož i ulice stejného jména, bylo otevřeno koncem roku 1799 na části budov a zahrad kláštera Filles-Dieu. Název Káhirské náměstí bylo dáno na památku vítězného vstupu francouzských vojsk do Káhiry dne 23. července 1798 během Napoleonova egyptského tažení.

## Významné stavby
- Passage du Caire
- Dům č. 2 postavený v novoegyptském slohu
- Nedaleko se nacházel Dvůr zázraků na ulici Rue des Forges